# Camisa 10 (álbum)
Camisa 10 é um disco do cantor brasileiro Luiz Américo, lançado em 1974.
O álbum vendeu milhares de cópias. E recebeu prêmios no Brasil e no exterior.
O álbum contém a música de maior sucesso do artista: Camisa 10

## Faixas
| N.º | Título                                                      | Compositor(es)                                       | Duração |  |
| 1.  | "Quem É Você"                                               | Luis Wanderley                                       |         |  |
| 2.  | "Adeus Marapé"                                              | Miguel Ângelo Roggieri - Osvaldo Cruz                |         |  |
| 3.  | "Camisa 10"                                                 | Hélio Matheus - Luís Vagner                          |         |  |
| 4.  | "Rosa Maria"                                                | Aníbal Silva - Eden Silva                            |         |  |
| 5.  | "Cinderela"                                                 | Jorginho Pessanha                                    |         |  |
| 6.  | "Desafio"                                                   | Luiz Américo - Bráulio de Castro - Clóvis de Lima    |         |  |
| 7.  | "Tá Com Deus Ou Tá Com Nada"                                | Luiz Américo - Braguinha                             |         |  |
| 8.  | "Perdi Você"                                                | Luiz Américo - Bráulio de Castro - Clóvis de Lima    |         |  |
| 9.  | "Vingança De Sambista"                                      | Clayton                                              |         |  |
| 10. | "Pois É, Seu Zé!"                                           | Gonzaguinha                                          |         |  |
| 11. | "Eu Não Desisto"                                            | Luiz Américo - Braguinha - Clóvis de Lima            |         |  |
| 12. | "A Volta Do Boêmio / Ela Disse-me Assim / Matriz Ou Filial" | Adelino Moreira / Lupicínio Rodrigues / Lúcio Cardim |         |  |